# Chilly con Carmen
Pour plus de détails, voir Fiche technique et Distribution.
Chilly con Carmen est un film d'animation diffusé en 1930, produit par Walter Lantz et animé par Rollin Hamilton, Tom Palmer et "Bill" Nolan qui met en vedette Oswald le lapin chanceux, la star des studio Universal de l'époque,.  C'est une parodie de l'opéra-comique "Carmen" de Georges Bizet qui met en scène Oswald qui tente de s'engager dans un jeu de tauromachie afin de regagné l'amour de ses deux prétendantes ,. Le titre est un jeu de mots entre le mot "Silly" (qui veut dire "idiot" en français), le chili con carne (chili à la viande) qui est une sorte de ragoût de viandes épicé originaire du sud des États-Unis, et le titre de la pièce de Georges Bizet.

## Synopsis
L'histoire se déroule en Espagne où Oswald (Don José) joue un air de guitare et chante sous les beaux yeux de Miss Hippo (Micaëla) qui le regarde depuis un bacon se trémoussant au son de la musique. L'hippopotame entame alors une danse, mais elle glisse et tombe. Oswald tente de la rattraper mais il est littéralement écrasé par Miss Hippo, le lapin est donc obligé de creuser un trou pour pouvoir sortir. Après cette incident, Miss Hippo et Oswald s'embrassent passionnément, cependant Ortensia (Carmen) intervient et essaye de séduire Oswald. Elle se met à danser sur l'aire de Carmen Habanera et envoûte Oswald, sa danse se terminant finalement avec le baiser électrisant de Carmen sous le regard horrifier de l'hippopotame. Mais Miss Hippo refuse d'abandonné Oswald et en réponse à la danse d'Ortensia, se met à faire une danse folle sur le thème du générique d'un autre film d'Oswald, intitulé "Hurdy Gurdy". Il s'ensuit une sorte concours de danse entre les deux femmes, où elles tentent toutes les deux de séduire Oswald et ce dernier rejette finalement Miss Hippo pour la chatte. Après cela, on voit Tory (Escamillo) se rendre à un jeu de tauromachie sur l'air des Couplets du toréador où il va combattre un taureau. En le voyant, les deux filles rejettent Oswald et tentent de charmer Tory en le suivant jusqu'à l’arène. Une fois qu'elles y sont arrivées, Tory commence à combattre le taureau dans un ring de boxe, il est sûr de lui et dessine même une cible sur le ventre du taureau pour le provoquer. Cependant, Tory perd le combat : il reçoit un coup de pied du taureau et est projeté hors de l'arène. Oswald en profite pour lui voler son chapeau et entrer dans l'arène. L'apparition d'Oswald est accueillie par des applaudissements, y compris ceux des deux filles qui l'ont rejeté plus tôt. Oswald ramasse alors un chiffon et danse avec dans le but d'énerver le taureau. À la fin de sa danse, Oswald place le chiffon sur la tête du taureau et poignarde le taureau sur les fesses. Oswald essaie ensuite de poignarder à nouveau le taureau avec l'épée, ce qui se termine par une découpe comique du taureau comme une pomme de terre mais cela ne sert à rien car le taureau se reconstitue de lui-même. Fou de rage, le taureau poursuit alors Oswald, et ce dernier se réfugie sur un poteau mais le taureau monte sur le poteau pour attraper Oswald. Ortensia, qui observait Oswald depuis un podium, embrasse Oswald, ce qui le fait tomber du poteau. Le lapin reprend alors son épée et frappe le taureau avec, puis il laisse l'épée en place afin que le taureau ne puisse pas redescendre du poteau. Oswald gagne le combat puis est porté en triomphe par Tory, Miss Hippo et les spectateurs et le film se termine sur les baisées passionné Oswald et d'Ortensia ,.

## Fiche technique
- Titre : Chilly con Carmen
- Série : Oswald le lapin chanceux
- Réalisateur : Walter Lantz
- Scénario : William Nolan, Tom Palmer, Rollin Hamilton
- Animateur : William Nolan, Tom Palmer, Rollin Hamilton
- Narrateur : Carl Laemmle
- Producteur : Charles B. Mintz
- Production : Walter Lantz Productions
- Distributeur : Universal Pictures
- Date de sortie : 15 janvier 1930
- Format d'image : Noir et Blanc
- Musique: Bert Fiske
- Langue : (en)
- Pays :  États-Unis

,

## Commentaires
Le film a été enregistré sur un appareil Western Electric, l'un des premiers systèmes de son sur pellicule. Le même système de sonorisation a été utilisé dans un autre film d'Oswald intitulé Hurdy Gurdy, dans lequel Oswald est désigné pour remplacer un danseur de rue après qu'il a été avalé par le bubblegum vivant d'Oswald,,